# Hadda Padda
Hadda Padda er en dansk stumfilm fra 1924, der er instrueret af Gunnar Robert Hansen og Guðmundur Kamban efter manuskript af sidstnævnte.

## Handling
Hrafnildur, også kaldet "Hadda Padda", og hendes søster Kristrun er på sommerferie i det naturskønne Breidabol hos Hadda Paddas forlovede, Ingolf. De nyder sommeren indtil Kristrun og Ingolf ikke længere kan skjule deres følelser for hinanden, og Ingolf bryder med Hadda Padda. I sin dybe sorg udtænker hun en hævnplan.

## Medvirkende
- Clara Pontoppidan - Hrafnhildur, kaldet Hadda Padda
- Svend Methling - Ingolf
- Alice O'Fredericks - Kristrun, Hadda Paddas søster
- Paul Rohde
- Ingeborg Sigurjonsson